# クリソテミス・プルケラ

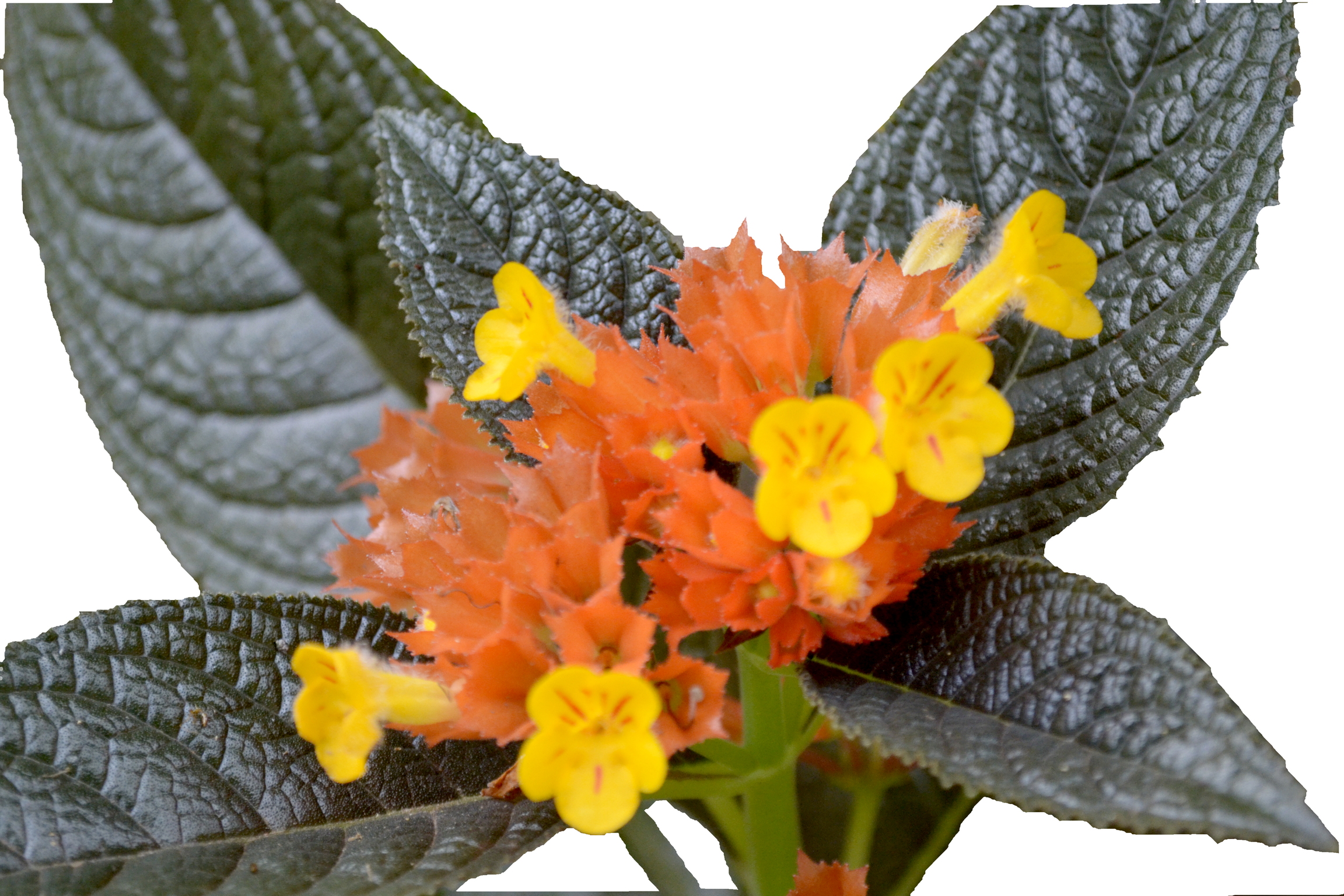
Wikimedia Commonsより

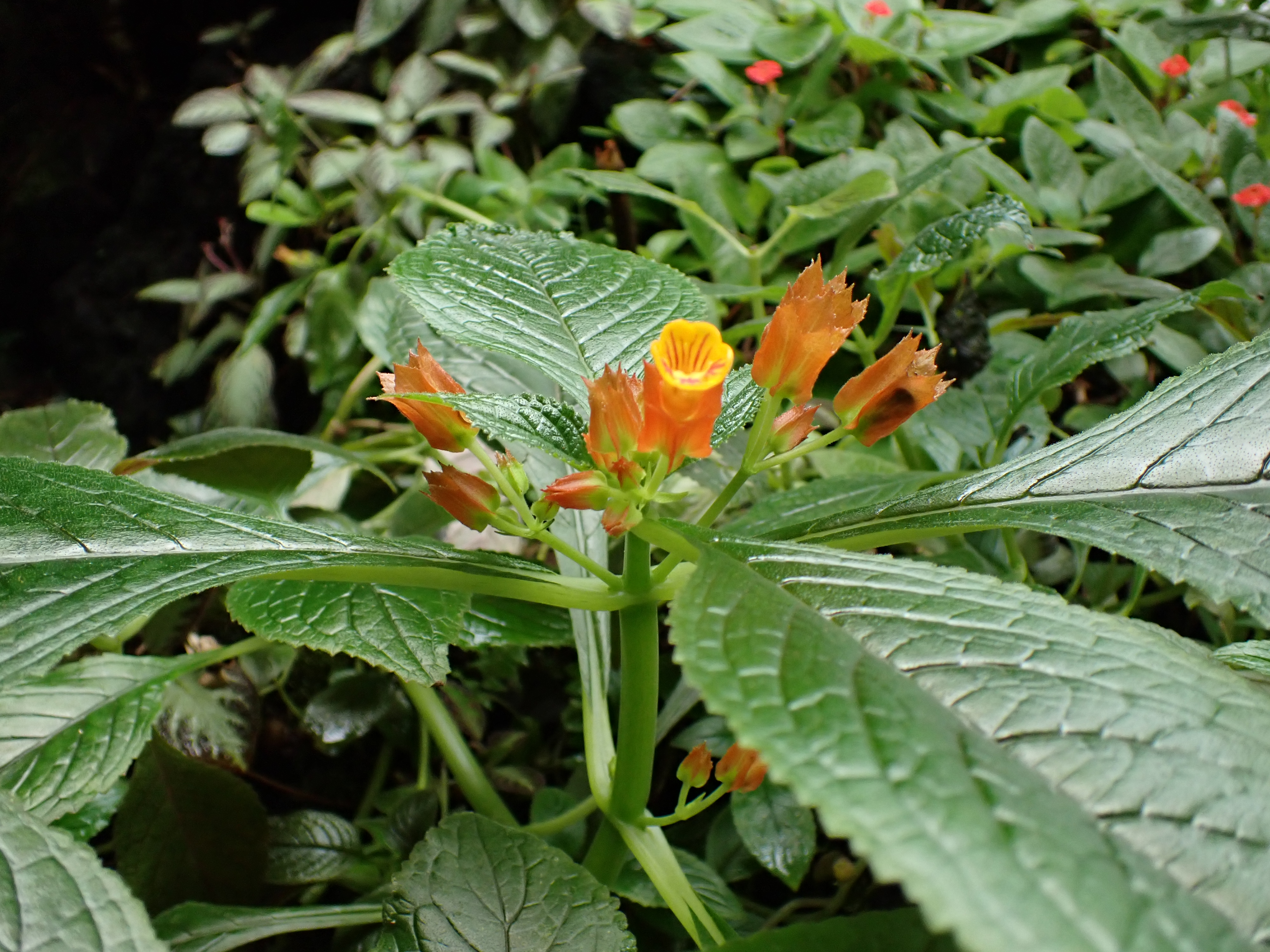
対生する葉

クリソテミス・プルケラ（学名：Chrysothemis pulchella ）はイワタバコ科クリソテミス属の多年生草本。 

## 特徴
草丈30–40 cmほど。茎は4稜形。葉は光沢のある暗緑色～銅色で、長さ20–30 cm、対生する。花は茎頂近くの対生する葉腋につく。花冠は黄色で先は5裂し、赤い線が入る。萼は橙色で、花冠が落ちた後も長く残り、10月頃まで鑑賞できる。地上部は冬に枯れるが、5月頃に地下の塊茎から新芽を出す。

## 原産地
中米～南米北部（メキシコ～ブラジル北部、西インド諸島の一部）の熱帯域原産。

## 利用
植物園の温室などで植栽される他、春植え球根として鉢植えで扱い、明るい室内で育てることも可能。生育適温は20–25℃で、夏の高温を嫌う。秋に葉が枯れてきたら鉢ごと乾燥させて5–10℃で保管し冬越しする。春に萌芽したら新しい用土で植え替えると良い。繁殖は挿し木による他、地下の塊茎を分けて増やすこともできる。

## クリソテミス属
クリソテミス属の種はいずれも中南米に分布する。根茎が発達し、茎は直立し、対生する葉の葉腋から花序を出す。かつてはTussacia属とされていたが、現在はChrysothemis属として扱われる。2025年現在、POWOのChrysothemis属へは9種が掲載されている。